# Molophilus crassistylus
Molophilus crassistylus är en tvåvingeart som beskrevs av Alexander 1952. Molophilus crassistylus ingår i släktet Molophilus och familjen småharkrankar. Inga underarter finns listade i Catalogue of Life.